# Мышега
Мы́шега — река в России, левый приток Оки. Протекает в Калужской и Тульской областях по территории Ферзиковского и Алексинского районов, впадает в Оку в 1038 км от её устья, на территории города Алексина. Длина реки составляет 39 км, площадь водосборного бассейна — 252 км².

## Данные водного реестра
По данным государственного водного реестра России относится к Окскому бассейновому округу, водохозяйственный участок реки — Ока от города Калуга до города Серпухов, без рек Протва и Нара, речной подбассейн реки — бассейны притоков Оки до впадения Мокши. Речной бассейн реки — Ока.
Код объекта в государственном водном реестре — 09010100812110000021791.